# Lijst van rijksmonumenten in Beekdaelen
De Nederlandse gemeente Beekdaelen telt 260 inschrijvingen in het rijksmonumentenregister; hieronder een overzicht. 

## Aalbeek
De plaats Aalbeek telt 5 inschrijvingen in het rijksmonumentenregister.
| Object                                                                                       | Oorspronkelijke functie?  | Bouwjaar                     | Architect | Locatie                | Coördinaten?                  | Nr.?   | Afbeelding        |
| -------------------------------------------------------------------------------------------- | ------------------------- | ---------------------------- | --------- | ---------------------- | ----------------------------- | ------ | ----------------- |
| Aalbekerhoeve: Hoeve van baksteen en mergel om een gesloten binnenplaats                     | Boerderij                 | 1838                         |           | Aalbekerweg 85, 87, 89 | 50° 53' 58" NB, 5° 51' 9" OL  | 30860  | Meer afbeeldingen |
| Landgoed Aalbeek: neoclassicistische vleugel (koetshuis) van het voormalige landhuis Aalbeek | Bijgebouwen kastelen enz. | eerste helft van de 19e eeuw |           | Aalbekerweg 91         | 50° 54' 2" NB, 5° 51' 7" OL   | 30861  | Meer afbeeldingen |
| Hoeve van baksteen ten dele met speklagen                                                    | Boerderij                 | 1829 (poortsluitsteen)       |           | Haasdallerweg 1        | 50° 54' 16" NB, 5° 50' 37" OL | 30862  | Meer afbeeldingen |
| Hoeve van baksteen om een gesloten binnenplaats                                              | Boerderij                 | laatste kwart 19e eeuw       |           | Haasdallerweg 3        | 50° 54' 16" NB, 5° 50' 36" OL | 42105  | Meer afbeeldingen |
| Herenhuis met veestal                                                                        | Woonhuis                  | ca. 1910                     |           | Aalbekerweg 49         | 50° 53' 47" NB, 5° 51' 4" OL  | 507192 | Meer afbeeldingen |

## Amstenrade
De plaats Amstenrade telt 34 inschrijvingen in het rijksmonumentenregister. Zie Lijst van rijksmonumenten in Amstenrade voor een overzicht.

## Arensgenhout
De plaats Arensgenhout telt 10 inschrijvingen in het rijksmonumentenregister. Zie Lijst van rijksmonumenten in Arensgenhout voor een overzicht.

## Bingelrade
De plaats Bingelrade telt 17 inschrijvingen in het rijksmonumentenregister. Zie Lijst van rijksmonumenten in Bingelrade voor een overzicht.

## Brommelen
De plaats Brommelen telt 1 inschrijving in het rijksmonumentenregister.
| Object | Oorspronkelijke functie? | Bouwjaar                                                                                   | Architect | Locatie          | Coördinaten?                  | Nr.?  | Afbeelding        |
| --- | ------------------------ | ------------------------------------------------------------------------------------------ | --------- | ---------------- | ----------------------------- | ----- | ----------------- |
| Terlinden; grote herenhoeve. De oudste gedeelten worden gevormd door de met speklagen opgetrokken middenvleugel, met links aan de straat een torentje en op de linker zijgevel een fronton. Op de klopper van de rechterpoort | Boerderij                | 17e eeuw - eerste helft 19e eeuw 1797 (linker poort) eerste kwart 17e eeuw (middenvleugel) |           | Terlindenweg 100 | 50° 54' 36" NB, 5° 54' 58" OL | 30986 | Meer afbeeldingen |

## Doenrade
De plaats Doenrade telt 6 inschrijvingen in het rijksmonumentenregister.
| Object                                                                 | Oorspronkelijke functie?  | Bouwjaar                      | Architect | Locatie           | Coördinaten?                  | Nr.?   | Afbeelding                                    |
| ---------------------------------------------------------------------- | ------------------------- | ----------------------------- | --------- | ----------------- | ----------------------------- | ------ | --------------------------------------------- |
| Hoeve van baksteen met binnenplaats                                    | Boerderij                 | 1811                          |           | Kerkstraat 87     | 50° 58' 13" NB, 5° 54' 36" OL | 33351  | Meer afbeeldingen                             |
| Hoeven van baksteen met aan de binnenplaats overblijfselen van vakwerk | Boerderij                 | 1777                          |           | Kerkstraat 89     | 50° 58' 14" NB, 5° 54' 37" OL | 33352  | Meer afbeeldingen                             |
| Huis Doenrade                                                          | Boerderij                 | 16e/17e eeuw, wapensteen 1629 |           | Limpensweg 20     | 50° 57' 42" NB, 5° 54' 31" OL | 33353  | Meer afbeeldingen                             |
| Pastorie en de vicariaatswoning met koetshuis                          | Kerkelijke dienstwoning   | 1878                          |           | Kerkstraat 36/38  | 50° 58' 6" NB, 5° 54' 27" OL  | 514162 | Pastorie en de vicariaatswoning met koetshuis |
| Familiegraf Warblings                                                  | Begraafplaats en -onderdl | 1889                          |           | Kerkstraat 42     | 50° 58' 6" NB, 5° 54' 29" OL  | 514164 | Familiegraf Warblings                         |
| Herenhuis in neo-gotische stijl                                        | Woonhuis                  | ca. 1878                      |           | Kluisstraat 33/35 | 50° 57' 54" NB, 5° 54' 29" OL | 521692 | Herenhuis in neo-gotische stijl               |

## Grijzegrubben
De plaats Grijzegrubben telt 1 inschrijving in het rijksmonumentenregister.
| Object                                                                    | Oorspronkelijke functie? | Bouwjaar | Architect | Locatie          | Coördinaten?                | Nr.?  | Afbeelding        |
| ------------------------------------------------------------------------- | ------------------------ | -------- | --------- | ---------------- | --------------------------- | ----- | ----------------- |
| Pand met veel vakwerk en van belang uit oogpunt van oudheidkundige waarde | Boerderij                |          |           | Grijzegrubben 14 | 50° 55' 7" NB, 5° 52' 5" OL | 30926 | Meer afbeeldingen |

## Groot Haasdal
De plaats Groot Haasdal telt 12 inschrijvingen in het rijksmonumentenregister. Zie Lijst van rijksmonumenten in Groot Haasdal voor een overzicht.

## Heisterbrug
De plaats Heisterbrug telt 6 inschrijvingen in het rijksmonumentenregister.
| Object                                                                                          | Oorspronkelijke functie?  | Bouwjaar              | Architect | Locatie                    | Coördinaten?                  | Nr.?  | Afbeelding        |
| ----------------------------------------------------------------------------------------------- | ------------------------- | --------------------- | --------- | -------------------------- | ----------------------------- | ----- | ----------------- |
| Borgermolen: voormalige banwatermolen, rechthoekig gebouw van baksteen en vakwerk met schilddak | Industrie- en poldermolen | 18e eeuw              |           | Heisterbrug 121            | 50° 56' 42" NB, 5° 51' 48" OL | 33355 | Meer afbeeldingen |
| Wegkruis                                                                                        | Straatmeubilair           | 1758                  |           | Wegkruis TO Huis Ter Borch | 50° 56' 45" NB, 5° 51' 52" OL | 33356 | Wegkruis          |
| Huis Schinnen of ter Borch                                                                      | Kasteel, buitenplaats     | vierde kwart 18e eeuw |           | Heisterbrug 121            | 50° 56' 42" NB, 5° 51' 48" OL | 33357 | Meer afbeeldingen |
| Hoeve in haakvorm                                                                               | Boerderij                 | 18e eeuw              |           | Heisterbrug 34             | 50° 56' 37" NB, 5° 52' 33" OL | 33359 | Meer afbeeldingen |
| Heisterbruggermolen                                                                             | Industrie- en poldermolen | 18e eeuw              |           | Veeweg 9                   | 50° 56' 32" NB, 5° 52' 29" OL | 33360 | Meer afbeeldingen |
| Vakwerkhuis                                                                                     | Woonhuis                  | 17e eeuw              |           | Zandberg 1                 | 50° 56' 41" NB, 5° 52' 35" OL | 33361 | Vakwerkhuis       |

## Helle
De plaats Helle telt 1 inschrijvingen in het rijksmonumentenregister.
| Object | Oorspronkelijke functie? | Bouwjaar | Architect | Locatie         | Coördinaten?                  | Nr.?  | Afbeelding        |
| --- | ------------------------ | -------- | --------- | --------------- | ----------------------------- | ----- | ----------------- |
| Hoeve met binnenplaats, van mergel, vakwerk en baksteen. Aan de straat twee puntgevels van mergel. Vakwerkschuur | Boerderij                |          |           | Driesschenweg 2 | 50° 54' 57" NB, 5° 51' 50" OL | 30925 | Meer afbeeldingen |

## Hommert
De plaats Hommert telt 1 inschrijving in het rijksmonumentenregister.
| Object           | Oorspronkelijke functie? | Bouwjaar | Architect | Locatie    | Coördinaten?                 | Nr.?  | Afbeelding        |
| ---------------- | ------------------------ | -------- | --------- | ---------- | ---------------------------- | ----- | ----------------- |
| Stal met vakwerk | Boerderij                | 18e eeuw |           | Hommert 25 | 50° 56' 4" NB, 5° 54' 52" OL | 30930 | Meer afbeeldingen |

## Hulsberg
De plaats Hulsberg telt 6 inschrijvingen in het rijksmonumentenregister.
| Object | Oorspronkelijke functie?  | Bouwjaar               | Architect                | Locatie            | Coördinaten?                  | Nr.?   | Afbeelding        |
| --- | ------------------------- | ---------------------- | ------------------------ | ------------------ | ----------------------------- | ------ | ----------------- |
| Hoeve van mergel en vakwerk aan de binnenplaats                                                                                      | Boerderij                 | 1840 (poortsluitsteen) |                          | Klimmenerweg 8     | 50° 53' 19" NB, 5° 51' 46" OL | 30874  | Meer afbeeldingen |
| Hoeve van baksteen om gesloten binnenplaats                                                                                          | Boerderij                 | 1833                   |                          | Klimmenerweg 10    | 50° 53' 17" NB, 5° 51' 47" OL | 30875  | Meer afbeeldingen |
| Vakwerkhuisje | Boerderij                 | laatste helft 19e eeuw |                          | Wissengrachtweg 25 | 50° 53' 26" NB, 5° 51' 53" OL | 30876  | Meer afbeeldingen |
| Hoeve Wissegracht, gelegen om een gesloten binnenplaats. Bedrijfsgebouwen van baksteen met resten van speklagen. Woonhuis van mergel | Boerderij                 | 15e eeuw (woonhuis)    |                          | Wissengrachtweg 76 | 50° 53' 19" NB, 5° 52' 35" OL | 30878  | Meer afbeeldingen |
| R.K. Kerk H. Clemens | Kerk en kerkonderdeel     | 1908-1930              | Jan Stuyt en Jos Cuypers | Kerkheuvel         | 50° 53' 22" NB, 5° 51' 40" OL | 507193 | Meer afbeeldingen |
| Klooster in traditionele bouwstijl                                                                                                   | Klooster, kloosteronderdl | 1923                   | Ir. W.A. Molengraaff     | Schoolstraat 5     | 50° 53' 29" NB, 5° 51' 28" OL | 507194 | Meer afbeeldingen |

## Hunnecum
De plaats Hunnecum telt 6 inschrijvingen in het rijksmonumentenregister.
| Object | Oorspronkelijke functie?  | Bouwjaar                       | Architect | Locatie     | Coördinaten?                  | Nr.?  | Afbeelding        |
| --- | ------------------------- | ------------------------------ | --------- | ----------- | ----------------------------- | ----- | ----------------- |
| Hoeve van baksteen met speklagen van mergel en aan de binnenplaats vakwerk. Op poort sluitsteen. Empire-ramen, een met gesneden middenstijl, voorzien van een Ionisch kapiteeltje | Boerderij                 | 1824 (sluitsteen)              |           | Hunnecum 1  | 50° 54' 36" NB, 5° 52' 16" OL | 30931 | Meer afbeeldingen |
| Hoeve van baksteen en aan de binnenplaats vakwerk | Boerderij                 | eerste helft 19e eeuw          |           | Hunnecum 4  | 50° 54' 35" NB, 5° 52' 13" OL | 30932 | Meer afbeeldingen |
| Hoeve met binnenplaats, grotendeels van baksteen en met puntgevel van mergel; op poort sluitsteen                                                                                 | Boerderij                 | 1797 (sluitsteen)              |           | Hunnecum 6  | 50° 54' 35" NB, 5° 52' 12" OL | 30933 | Meer afbeeldingen |
| Hoeve met binnenplaats, van baksteen. Gepleisterde puntgevel | Boerderij                 | 19e eeuw                       |           | Hunnecum 7  | 50° 54' 35" NB, 5° 52' 11" OL | 30934 | Meer afbeeldingen |
| Hoeve met binnenplaats, van baksteen, ten dele met speklagen van mergel. Ingang en vensters in Naamse steen                                                                       | Boerderij                 | 18e eeuw-eerste helft 19e eeuw |           | Hunnecum 17 | 50° 54' 34" NB, 5° 52' 6" OL  | 30935 | Meer afbeeldingen |
| Molen van Hunnecum | Industrie- en poldermolen | 1882                           |           | Bergerweg 2 | 50° 54' 46" NB, 5° 52' 24" OL | 30936 | Meer afbeeldingen |

## Jabeek
De plaats Jabeek telt 12 inschrijvingen in het rijksmonumentenregister. Zie Lijst van rijksmonumenten in Jabeek voor een overzicht.

## Kleingenhout
De plaats Kleingenhout telt 3 inschrijvingen in het rijksmonumentenregister.
| Object | Oorspronkelijke functie? | Bouwjaar | Architect | Locatie   | Coördinaten?                 | Nr.?  | Afbeelding                                                                                                 |
| --- | ------------------------ | -------- | --------- | --------- | ---------------------------- | ----- | --- |
| Pand deel uitmakend van het complex Putweg nr 20-22. Witgeverfd. Onder een dak met nr 20                   | Woonhuis                 |          |           | Putweg 18 | 50° 53' 4" NB, 5° 50' 30" OL | 30871 | Pand deel uitmakend van het complex Putweg nr 20-22. Witgeverfd. Onder een dak met nr 20                   |
| Pand deel uitmakend van het complex Putweg 18 en 22. Wit geverfd. Inrijpoort. In- en uitgezwenkte topgevel | Woonhuis                 | 1759     |           | Putweg 20 | 50° 53' 4" NB, 5° 50' 30" OL | 30872 | Pand deel uitmakend van het complex Putweg 18 en 22. Wit geverfd. Inrijpoort. In- en uitgezwenkte topgevel |
| Hoeve van mergel met puntgevel, witgeverfd                                                                 | Boerderij                |          |           | Putweg 22 | 50° 53' 4" NB, 5° 50' 30" OL | 30873 | Hoeve van mergel met puntgevel, witgeverfd                                                                 |

## Merkelbeek
De plaats Merkelbeek telt 3 inschrijvingen in het rijksmonumentenregister.
| Object                                                                            | Oorspronkelijke functie? | Bouwjaar            | Architect | Locatie          | Coördinaten?                  | Nr.?  | Afbeelding        |
| --------------------------------------------------------------------------------- | ------------------------ | ------------------- | --------- | ---------------- | ----------------------------- | ----- | ----------------- |
| Hoeve van baksteen om gesloten binnenplaats, hoger woonhuis: grotendeels uit 1828 | Boerderij                | 1828 (ankerjaartal) |           | Haagstraat 33    | 50° 57' 29" NB, 5° 55' 22" OL | 40637 | Meer afbeeldingen |
| Hoeve van baksteen om gesloten binnenplaats                                       | Boerderij                | 1865 (poortklopper) |           | Haagstraat 26    | 50° 57' 28" NB, 5° 55' 27" OL | 40808 | Meer afbeeldingen |
| Carréhoeve                                                                        | Boerderij                | 1750-1850           |           | Haagstraat 12-16 | 50° 57' 28" NB, 5° 55' 29" OL | 41080 | Meer afbeeldingen |

## Nuth
De plaats Nuth telt 51 inschrijvingen in het rijksmonumentenregister. Zie Lijst van rijksmonumenten in Nuth voor een overzicht.

## Oensel
De plaats Oensel telt 1 inschrijving in het rijksmonumentenregister.
| Object | Oorspronkelijke functie? | Bouwjaar                 | Architect | Locatie      | Coördinaten?                  | Nr.?  | Afbeelding        |
| --- | ------------------------ | ------------------------ | --------- | ------------ | ----------------------------- | ----- | ----------------- |
| Hoeve met binnenplaats, van baksteen; hoekblokken van mergel en aan de straat twee met mergel omrande topgevels. Segmentboogvensters in Naamse steen | Boerderij                | 1788 (ankers en jaartal) |           | Haagstraat 5 | 50° 54' 40" NB, 5° 48' 39" OL | 30898 | Meer afbeeldingen |

## Oirsbeek
De plaats Oirsbeek telt 9 inschrijvingen in het rijksmonumentenregister. Zie Lijst van rijksmonumenten in Oirsbeek voor een overzicht.

## Op de Bies
De plaats Op de Bies telt 1 inschrijving in het rijksmonumentenregister.
| Object | Oorspronkelijke functie? | Bouwjaar               | Architect | Locatie       | Coördinaten?                  | Nr.?  | Afbeelding        |
| --- | ------------------------ | ---------------------- | --------- | ------------- | ----------------------------- | ----- | ----------------- |
| Hoeve met binnenplaats, van baksteen en ten dele vakwerk. Mergel hoekblokken. Benedenvensters met omlijstingen van Naamse steen, met booglateien. Op poortsluitsteen | Boerderij                | 1815 (poortsluitsteen) |           | Op de Bies 41 | 50° 54' 53" NB, 5° 49' 47" OL | 30900 | Meer afbeeldingen |

## Puth
De plaats Puth telt 3 inschrijvingen in het rijksmonumentenregister.
| Object | Oorspronkelijke functie? | Bouwjaar                         | Architect | Locatie         | Coördinaten?                  | Nr.?  | Afbeelding |
| --- | ------------------------ | -------------------------------- | --------- | --------------- | ----------------------------- | ----- | --- |
| Vakwerkhuis rondom bewaarplaat. Het pand ontleent zijn monumentale waarde uitsluitend aan de binnenplaats gelegen woonvleugel, de aan de straatzijde gelegen vleugel met doorgang, het stalgebouw aan de noordzijde en de aan de westzijde van de binnenplaats gelegen landbouwschuur | Woonhuis                 | eerste helft 19e eeuw            |           | Bovenste Puth 1 | 50° 57' 25" NB, 5° 52' 5" OL  | 33364 | Vakwerkhuis rondom bewaarplaat. Het pand ontleent zijn monumentale waarde uitsluitend aan de binnenplaats gelegen woonvleugel, de aan de straatzijde gelegen vleugel met doorgang, het stalgebouw aan de noordzijde en de aan de westzijde van de binnenplaats gelegen landbouwschuur |
| Hoeve met binnenplaats; van vakwerk, met bakstenen straatgevel. In het vakwerk segmentboogkruisvenster. Linkerzijgevel vernieuwd. Voorgevel gewit | Boerderij                | 18e eeuw / eerste helft 19e eeuw |           | Kerkweg 133     | 50° 57' 19" NB, 5° 52' 12" OL | 33365 | Meer afbeeldingen |
| Vakwerkhuis, met Andreaskruizen en bakstenen straatgevel. Geschoord dakoverstek. Inwendig stucplafond, met duif | Woonhuis                 | 1628                             |           | Kerkweg 153     | 50° 57' 22" NB, 5° 52' 10" OL | 33366 | Meer afbeeldingen |

## Schimmert
De plaats Schimmert telt 11 inschrijvingen in het rijksmonumentenregister. Zie Lijst van rijksmonumenten in Schimmert voor een overzicht.

## Schinnen
De plaats Schinnen telt 15 inschrijvingen in het rijksmonumentenregister. Zie Lijst van rijksmonumenten in Schinnen voor een overzicht.

## Schinveld
De plaats Schinveld telt 7 inschrijvingen in het rijksmonumentenregister.
| Object                                           | Oorspronkelijke functie? | Bouwjaar               | Architect | Locatie              | Coördinaten?                  | Nr.?   | Afbeelding        |
| ------------------------------------------------ | ------------------------ | ---------------------- | --------- | -------------------- | ----------------------------- | ------ | ----------------- |
| Rk kerk Sint-Eligius                             | Kerk en kerkonderdeel    | ca. 1500 (toren)       |           | Wilhelminaplein 1    | 50° 58' 10" NB, 5° 58' 38" OL | 42089  | Meer afbeeldingen |
| Schinvelder Huiske ("Heyenhoven")                | Boerderij                | tweede kwart 18e eeuw  |           | Brunssummerstraat 65 | 50° 57' 52" NB, 5° 58' 26" OL | 42091  | Meer afbeeldingen |
| Hoeve met binnenplaats                           | Boerderij                | eerste helft 19e eeuw  |           | Brunssummerstraat 46 | 50° 57' 59" NB, 5° 58' 30" OL | 42093  | Meer afbeeldingen |
| Huis ter Hallen                                  | Boerderij                | 1768 (sluitsteen)      |           | Eindstraat 4         | 50° 58' 16" NB, 5° 58' 36" OL | 42094  | Meer afbeeldingen |
| Bakstenen huis                                   | Woonhuis                 | 18e eeuw               |           | Ter Hallen 3         | 50° 58' 12" NB, 5° 58' 37" OL | 42095  | Meer afbeeldingen |
| Bakstenen huis met houten kozijnen en koetspoort | Woonhuis                 | laatste kwart 18e eeuw |           | Wilhelminaplein 13   | 50° 58' 11" NB, 5° 58' 38" OL | 42096  | Meer afbeeldingen |
| Basisschool Op de Berg                           | Onderwijs en wetenschap  | 1932                   |           | Schoolstraat 19      | 50° 58' 3" NB, 5° 58' 57" OL  | 511572 | Meer afbeeldingen |

## Sweikhuizen
De plaats Sweikhuizen telt 8 inschrijvingen in het rijksmonumentenregister. Zie Lijst van rijksmonumenten in Sweikhuizen voor een overzicht.

## Swier
De plaats Swier telt 3 inschrijvingen in het rijksmonumentenregister.
| Object | Oorspronkelijke functie? | Bouwjaar                       | Architect | Locatie                       | Coördinaten?                  | Nr.?  | Afbeelding                                     |
| --- | ------------------------ | ------------------------------ | --------- | ----------------------------- | ----------------------------- | ----- | ---------------------------------------------- |
| Hoeve Lindelauf; twee bakstenen vleugels haaks op elkaar; met tussendorpelvensters van Naamse steen en kalksteen      | Boerderij                | 1641 en 1652 (ankerjaartallen) |           | Swier 30                      | 50° 54' 13" NB, 5° 53' 54" OL | 30907 | Meer afbeeldingen                              |
| Nieuwe Bongard; HERENHOEVE MET BINNENPLAATS; van mergel en baksteen; poorttoren met hoekpilasters en tweelichtvenster | Boerderij                | 17e-18e eeuw                   |           | Bongard 1                     | 50° 53' 44" NB, 5° 53' 36" OL | 30908 | Meer afbeeldingen                              |
| Terrein waarin sporen van een of meer gebouwen                                                                        | Archeologisch monument   | Romeinse Tijd                  |           | aan grindweg Weg achter Swier | 50° 53' 49" NB, 5° 54' 1" OL  | 47126 | Terrein waarin sporen van een of meer gebouwen |

## Terstraten
De plaats Terstraten telt 10 inschrijvingen in het rijksmonumentenregister. Zie Lijst van rijksmonumenten in Terstraten voor een overzicht.

## Thull
De plaats Thull telt 2 inschrijvingen in het rijksmonumentenregister.
| Object             | Oorspronkelijke functie? | Bouwjaar              | Architect | Locatie  | Coördinaten?                  | Nr.?   | Afbeelding        |
| ------------------ | ------------------------ | --------------------- | --------- | -------- | ----------------------------- | ------ | ----------------- |
| Vakwerkhuis        | Woonhuis                 | eerste helft 19e eeuw |           | Thull 25 | 50° 56' 3" NB, 5° 53' 37" OL  | 33372  | Meer afbeeldingen |
| Gesloten boerderij | Boerderij                | 1869                  |           | Thull 1  | 50° 56' 25" NB, 5° 53' 56" OL | 521694 | Meer afbeeldingen |

## Vaesrade
De plaats Vaesrade telt 3 inschrijvingen in het rijksmonumentenregister.
| Object | Oorspronkelijke functie? | Bouwjaar          | Architect     | Locatie         | Coördinaten?                  | Nr.?   | Afbeelding        |
| --- | ------------------------ | ----------------- | ------------- | --------------- | ----------------------------- | ------ | ----------------- |
| Hoeve met binnenplaats, van baksteen met speklagen van Naamse steen; vensteromlijstingen van Naamse steen met booglateien; op poort sluitsteen                                                  | Boerderij                | 1798 (sluitsteen) |               | Rozenstraat 1   | 50° 55' 51" NB, 5° 54' 27" OL | 30955  | Meer afbeeldingen |
| Grote hoeve van baksteen. De voorvleugel met verdieping en schilddak bevat aan weerskanten van de woning een inrijpoort naar de binnenhof. Ingang en vensters met omlijstingen van Naamse steen | Boerderij                | midden 19e eeuw   |               | Vaesrade 62     | 50° 55' 47" NB, 5° 54' 15" OL | 30956  | Meer afbeeldingen |
| R.K. St. Servatiuskerk | Kerk en kerkonderdeel    | 1929              | Nic. Ramakers | Servatiusstraat | 50° 55' 46" NB, 5° 54' 8" OL  | 507202 | Meer afbeeldingen |

## Vink
De plaats Vink telt 2 inschrijvingen in het rijksmonumentenregister.
| Object                                                                   | Oorspronkelijke functie? | Bouwjaar | Architect | Locatie | Coördinaten?                 | Nr.?  | Afbeelding        |
| ------------------------------------------------------------------------ | ------------------------ | -------- | --------- | ------- | ---------------------------- | ----- | ----------------- |
| Hoeve aan binnenplaats, van baksteen en vakwerk                          | Boerderij                |          |           | Vink 10 | 50° 54' 9" NB, 5° 52' 14" OL | 30910 | Meer afbeeldingen |
| Hoeve met binnenplaats; van baksteen met speklagen van mergel en vakwerk | Boerderij                | 18e eeuw |           | Vink 2  | 50° 54' 5" NB, 5° 52' 19" OL | 30911 | Meer afbeeldingen |

## Wijnandsrade
De plaats Wijnandsrade telt 8 inschrijvingen in het rijksmonumentenregister. Zie Lijst van rijksmonumenten in Wijnandsrade voor een overzicht.

## Wolfhagen
De plaats Wolfhagen telt 4 inschrijvingen in het rijksmonumentenregister.
| Object | Oorspronkelijke functie? | Bouwjaar                          | Architect | Locatie                | Coördinaten?                  | Nr.?  | Afbeelding        |
| --- | ------------------------ | --------------------------------- | --------- | ---------------------- | ----------------------------- | ----- | ----------------- |
| Hoeve in haakvorm van vakwerk met diagonaalschoren, die Andreaskruizen suggereren. Geschoord dakoverstek               | Boerderij                | 17e eeuw                          |           | Wolfhagen 1            | 50° 56' 25" NB, 5° 53' 56" OL | 33373 | Meer afbeeldingen |
| Wolfhagerderhof. Hoeve van baksteen met vensters in Naamse steen en aan de binnenplaats vakwerk                        | Boerderij                | 18e eeuw of eerste helft 19e eeuw |           | Wolfhagen 75           | 50° 56' 45" NB, 5° 53' 13" OL | 33374 | Meer afbeeldingen |
| Hoeve van baksteen en aan de binnenplaats vakwerk. Randboogpoortje in Naamse steen. Puntgevel met speklagen van mergel | Boerderij                | 1754                              |           | Scholtissen Holenweg 1 | 50° 56' 54" NB, 5° 53' 26" OL | 33375 | Meer afbeeldingen |
| Huis Fabritius | Boerderij                | 1615                              |           | Scholtissen Holenweg 2 | 50° 56' 54" NB, 5° 53' 28" OL | 33376 | Meer afbeeldingen |

Beek ·
Beekdaelen ·
Beesel ·
Bergen ·
Brunssum ·
Echt-Susteren ·
Eijsden-Margraten ·
Gennep ·
Gulpen-Wittem ·
Heerlen ·
Horst aan de Maas ·
Kerkrade ·
Landgraaf ·
Leudal ·
Maasgouw ·
Maastricht ·
Meerssen ·
Mook en Middelaar ·
Nederweert ·
Peel en Maas ·
Roerdalen ·
Roermond ·
Simpelveld ·
Sittard-Geleen ·
Stein ·
Vaals ·
Valkenburg aan de Geul ·
Venlo ·
Venray ·
Voerendaal ·
Weert